# Li Ho-pyong
Li Ho-pyong (kor. 리호평, ur. 16 października 1951) – północnokoreański zapaśnik walczący w stylu wolnym. Srebrny medalista olimpijski z Moskwy.
Brał udział w dwóch igrzyskach (IO 76, IO 80). W 1980 po srebro sięgnął, pod nieobecność sportowców z części krajów tzw. Bloku Zachodniego, w wadze do 57 kilogramów – złoto w tej kategorii wywalczył reprezentant Związku Radzieckiego Siergiej Biełogłazow.